# کریستیان لوریچ
کریستیان لوریچ (کرواتی: Kristijan Lovrić؛ زادهٔ ۱ دسامبر ۱۹۹۵) بازیکن فوتبال اهل کرواسی است.
از باشگاه‌هایی که در آن بازی کرده‌است می‌توان به باشگاه فوتبال لوکوموتیو زاگرب اشاره کرد.
وی همچنین در تیم ملی فوتبال کرواسی بازی کرده‌است.